# Willy Ronea
Willy Ronea, menționat și Wili Ronea, Vili Ronea, Villy Ronea sau V. Ronea, (n. 20 februarie 1901, București, România – d. 26 martie 1965, București, România) a fost un actor român de etnie evreiască, care a avut o carieră teatrală întinsă pe durata a peste 40 de ani și a fost distins cu titlul de artist emerit al Republicii Populare Române (1957).

## Biografie

### Perioada interbelică
S-a născut pe 20 februarie 1901 într-o familie de etnie evreiască. A fost elev al Luciei Sturdza Bulandra și a debutat pe scenă la începutul anilor 1920 în rolul Mortimer din piesa Maria Stuart de Friedrich Schiller. A făcut parte, alături de Marietta Rareș, Renée Annie, Beatrice Tzara, Coca Mihăilescu, Vasile Brezeanu și Coty Hociung, din trupa Companiei de comedii a lui Ionel Țăranu și a jucat începând din decembrie 1930 o stagiune scurtă pe scena Teatrului Alhambra de pe strada Sărindar în comediile bulevardiere M.B. și Compania de Paul Armont și Marcel Gerbidon și Una care-și face rost, după care a plecat în turneu prin țară, ajungând la Botoșani la 19 martie și 7 mai 1931.
S-a alăturat apoi Companiei Bulandra-Maximilian-Storin-Iancovescu, care juca pe scena Teatrului „Regina Maria” din București, interpretând roluri variate și fiind distribuit, printre altele, în piesa Moartea în vacanță de Alberto Casella, care a fost pusă în scenă în 1932 de regizorul Soare Z. Soare și în care i-a avut ca parteneri pe Tony Bulandra, Gheorghe Storin, Lucia Sturdza-Bulandra, Mania Antonova, Nelly Sterian, Elvira Petreanu, Florence Lupescu, Telly Bărbulescu și Fory Etterle, în farsa Rișca de Louis Verneuil, pusă în scenă în primăvara anului 1935 și în care a fost partenerul artiștilor Leny Caler, V. Maximilian și Ionel Țăranu, și în comedia Lozul cel mare de Ferdinand Steeg, reprezentată în stagiunea 1935–1936 și în care a jucat rolul chelnerului, fiind partener cu Leny Caler, V. Maximilian, Marietta Deculescu, Maria Sandu și Jules Cazaban. După un periplu în trupa teatrului „Maria Ventura”, a făcut parte, alături de G. Timică, Aurel Munteanu, Silvia Dumitrescu, Silvia Fulda, Șt. Niculescu Cadet și N. Antoniu, din trupa Teatrului „Comedia” și a jucat, printre altele, în comedia muzicală O noapte pe riviera de N. Kalergi în vara anului 1939. S-a făcut remarcat în anii 1930 prin calitățile sale artistice, alături de alți actori evrei ca Leny Caler, Maria Sandu, Beate Fredanov, Agnia Bogoslava și Alexandru Giovani.

### Perioada de la Teatrul Barașeum

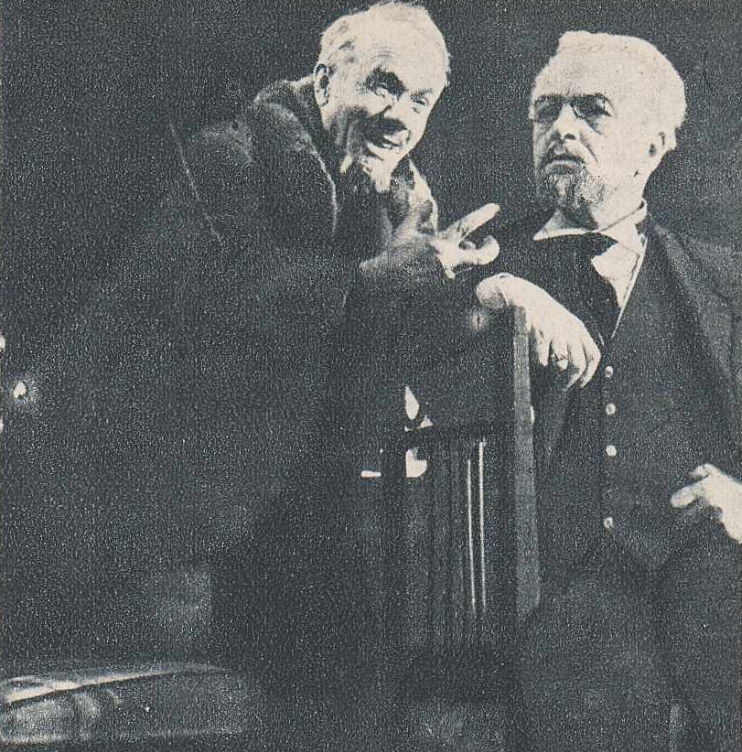
Constantin Ramadan și Willy Ronea

La începutul anilor 1940, după instaurarea regimului antonescian, a fost dat afară din teatrele de stat românești și a făcut parte timp de câțiva ani, alături de alți artiști evrei cunoscuți precum actorii Alexandru Finți, Beate Fredanov, Agnia Bogoslava, Maria Sandu, surorile Gamberto, Jeni Șmilovici, Matei Cassvan, Al. Marius, M. Bradu, Alexandru Giovani, N. Stroe și Mircea Crișan, scenograful M. H. Maxy și regizorii Sandu Eliad și Moni Ghelerter, din trupa Teatrului Evreiesc Barașeum (înființat la 18 octombrie 1940 și inaugurat la 1 martie 1941 într-o sală din cartierul evreiesc Văcărești). Inaugurarea teatrului a avut loc cu spectacolul de revistă Ce faci astă seară? (care a avut premiera la 1 martie 1941), având-o cap de afiș pe Jeni Șmilovici, și cu piesa de teatru Frații Sanger de Margaret Kennedy (care a fost jucată sub titlul Gema în 6 martie 1941).
Willy Ronea a jucat în spectacolul teatral de debut, Frații Sanger, interpretând rolul unuia dintre cei doi frați, celălalt fiind Alexandru Finți, în timp ce Beate Fredanov a interpretat rolul Gemei. Spectacolul, regizat de Moni Ghelerter, a avut parte de o primire călduroasă din partea publicului. Un alt spectacol memorabil a fost Lozul cel mare de Șalom Alehem, pus în scenă în anul 1943 de regizorul Sandu Eliad și jucat în limba română, în care Iulian Bradu interpreta rolul lui Șimele Soroker, croitorul devenit peste noapte milionar, Maria Sandu pe cel al soției croitorului, Eti-Meni, Beate Fredanov pe cel al fiicei celor doi parveniți, Beilike. În acel spectacol Finți și Ronea jucau rolurile celor două calfe ale croitorului, Kopl și Motl, realizând, potrivit dramaturgului și istoricului teatral Israil Bercovici, „un autentic cuplu de Șalom Alehem”.
Artiștii evrei au jucat acolo, cu casa plină și „cu un imens succes”, spectacole de revistă destul de vulgare, ceea ce l-a făcut pe Mihail Sebastian să se întrebe, într-o însemnare din 26 februarie 1942 în jurnalul său, cum „e oare posibil ca evrei care au trăit și trăiesc atâtea crâncene tragedii să scrie, să joace, să asculte și să aplaude asemenea mizerii”. Membrii trupei l-au rugat pe Sebastian să le scrie o piesă pe care să o joace pe scena Teatrului Barașeum, iar dramaturgul a mărturisit că ar fi vrut să o scrie căci nu mai avea bani de chirie, dar nu se simțea capabil să se umilească pentru un public atât de vulgar. Cu toate acestea, Sebastian a realizat până la urmă două dramatizări pentru Teatrul Barașeum: Potopul după H. Berger și Nopți fără lună după John Steinbeck.

### Perioada postbelică

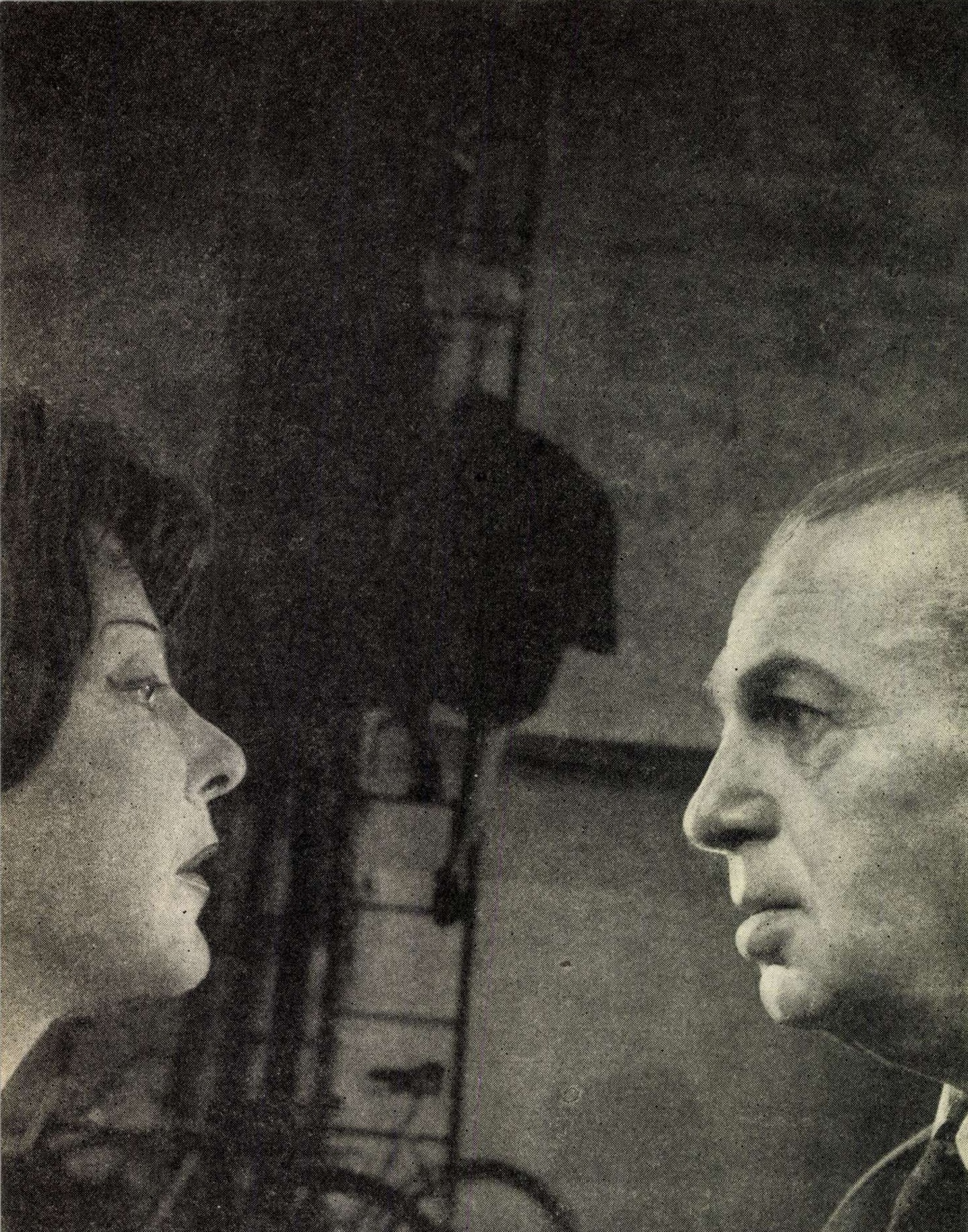
Actorii Ana Negreanu și Willy Ronea în piesa de teatru Biedermann și incendiatorii a lui Max Frisch (1964).

După război, Willy Ronea a făcut parte apoi din trupa teatrului „Victoria”, iar ulterior, după instaurarea regimului comunist în România, a jucat ca actor la Teatrul Armatei (azi Teatrul Nottara) și apoi la Teatrul „Lucia Sturdza Bulandra”, unde, potrivit colegului său George Carabin, „personalitatea sa creatoare a cunoscut [...] adevărata înflorire” și „talentul său s-a maturizat, atingînd plenitudinea, impunîndu-se prin realizări artistice de neuitat”. Au rămas memorabile rolurile interpretate în piesele Ultimul mesaj de Laurențiu Fulga, Fiul meu de Sándor Gergely, Sfânta Ioana de George Bernard Shaw, Hanul de la răscruce (de Horia Lovinescu, Trei generații de Lucia Demetrius, Mamouret de Jean Sarment, Dacă vei fi întrebat de Dorel Dorian, Regele și câinele de Spyros Melas, Nebuna din Chaillot de Jean Giraudoux, Comedia erorilor de William Shakespeare și îndeosebi rolul domnului Biedermann din piesa Domnul Biedermann și incendiatorii de Max Frisch. V. Ronea a fost distins cu titlul de artist emerit al Republicii Populare Române.
Cu toate că era grav bolnav, a repetat în martie 1965, până în preziua vizionării, la spectacolul cu piesa Nimic nu se pierde, dragul meu de Ionel Hristea, dovedind marele său devotament față de teatru. A decedat în noaptea de 26 martie 1965, după o grea suferință, la câteva ore după premiera spectacolului sus-menționat, în al cărui program era menționat în distribuție. Trupul neînsuflețit al actorului a fost depus în zilele de 28 și 29 martie la Casa artiștilor din str. Nuferilor nr. 27, pentru ca publicul să-i poată aduce un ultim omagiu. Mitingul de doliu a avut loc în ziua de 29 martie, ocazie cu care mai mulți artiști (actorul Ștefan Ciubotărașu (artist al poporului), regizorul Dan Nasta (actor emerit) și actorul Ion Lucian (artist emerit)) au luat cuvântul, evocând personalitatea și activitatea artistică a lui V. Ronea. Înmormântarea lui V. Ronea a avut loc luni 29 martie 1965 la Cimitirul Bellu, iar actorul George Carabin a rostit cu acest prilej o scurtă cuvântare omagială.

## Viața personală
Willy Ronea ar fi avut în perioada interbelică o relație intimă cu actrița Leny Caler, potrivit presupunerilor dramaturgului Mihail Sebastian, care menționează o întâlnire a celor doi la un meci de fotbal de pe stadionul ANEF din 21 mai 1935, în cursul căreia actrița, care fusese anterior tăcută și melancolică, ar fi devenit brusc „volubilă, expansivă și aproape gălăgioasă”.

## Filmografie
- Nepoții gornistului (1953)
- Erupția (1957)
- La „Moara cu noroc” (1957)
- Bijuterii de familie (1958)
- Darclée (1960)
- Celebrul 702 (1962)
- Lupeni 29 (1962)
- Vacanță la mare (1963)
- Cartierul veseliei (1965)
- Golgota (1966)
- O lume fără cer (1981)

## Distincții
Pentru meritele sale artistice, actorul Willy Ronea a primit următoarele distincții:
- Ordinul Muncii clasa a II-a (6 iulie 1956) „cu prilejul împlinirii a 10 ani de la înfințarea Teatrului Armatei, pentru merite deosebite în muncă”[34]
- titlul de Artist Emerit al Republicii Populare Romîne (25 decembrie 1957) „cu prilejul împlinirii a zece ani de activitate a Teatrului Municipal din București, pentru merite deosebite în activitatea artistică”[6]